# Nenette Pepin Fitzpatrick
Antonietta Paule Pepin Fitzpatrick (San Pedro y Miquelón; 9 de abril de 1908 - Buenos Aires, Argentina; 14 de noviembre de 1990), apodada Nenette, fue una compositora, pianista y letrista francesa, esposa del cantautor argentino Atahualpa Yupanqui (1908-1992). En sus composiciones, firmó como Pablo del Cerro.

## Biografía
Nació en la isla de San Pedro y Miquelón (Saint-Pierre-et-Miquelon), territorio francés de ultramar ubicado en la costa atlántica de Canadá. Por ser una colonia del imperio francés, Nenette tuvo toda la vida la ciudadanía francesa. Su padre, Emmanuel Victor Pepín, era francés, y su madre, Henriette Fitzpatrick, era canadiense de origen irlandés. Desde pequeña, su familia la llamó cariñosamente Nenette (diminutivo de Antonietta).
En su infancia, durante la Primera Guerra Mundial (1914-1918), se mudó a la Francia metropolitana con sus padres y su hermana mayor Jeanne Henriette. En 1926, Jeanne terminó sus estudios secundarios, y se embarcó junto a una compañía de danza rumbo a Buenos Aires. Allí conoció a quien sería su primer esposo, y se quedó a vivir en Argentina.
Cuando dos años después Antonietta terminó la escuela secundaria, Jeanne la invitó a ella y a su padre a emigrar también a la Argentina.
Viajaron en 1928 y se instalaron en la localidad de Villa Ballester, cerca de Buenos Aires. Allí prosiguió sus estudios de piano, ya avanzados, en el Conservatorio Nacional de Música. Fueron sus profesores en composición y armonía Juan José Castro y Pascual de Rogatis. Estudió también con la investigadora folclórica Isabel Aretz.
Antonietta viajaba frecuentemente a ciudades importantes de Argentina para presentarse como concertista de piano de música clásica. En 1942 llegó a Tucumán, donde después de un concierto fue llevada por los organizadores a escuchar música folklórica del norte argentino.
Así conoció al cantautor argentino Atahualpa Yupanqui (Héctor Roberto Chavero, 1908-1992), hijo de un santiagueño y una vasca. Mantuvieron un vínculo amoroso por correspondencia, y cuatro años después (1946) empezaron a convivir.
Ese mismo año, tuvo su único hijo, Roberto Koya Chavero.
Nenette abandonó su carrera de pianista y se puso al servicio de la obra de su marido. En tiempo de las persecuciones a las que fue sometido Yupanqui, se dedicó a componer canciones junto a él y a la atención de su hijo Roberto.
Fue coautora de algunos de los temas más conocidos de Yupanqui, que dada la tradición machista de la época, publicó bajo el seudónimo de Pablo del Cerro.
Eligió ese seudónimo por su nombre (Paule) y por su lugar amado, Cerro Colorado (en la provincia de Córdoba).
Nacieron al piano las melodías de «Luna tucumana», «El arriero va», «El alazán», «Indiecito dormido», «Chacarera de las piedras», «Vidalita tucumana», «Zamba del otoño», «Guitarra dímelo tú», y tantas otras que hoy son famosas en el mundo.
En 1961 ―a los 53 años― regresó a Francia después de unas vacaciones con su hijo Roberto (15). Luego, cuando Yupanqui empezó a viajar con frecuencia al exterior, lo acompañaba hasta París y allí lo aguardaba en un departamento pequeño que habían alquilado.
Tuvo tres nietos: Paula, Muriel y Emiliano.
Falleció de un paro cardíaco en Buenos Aires el 14 de noviembre de 1990. Solicitó que sus cenizas fueran echadas al mar, en las costas de su tierra natal, San Pedro y Miquelón, en el Atlántico norte.
A pesar de ser una de las compositoras más importantes de Argentina, nunca renunció a su nacionalidad franco-canadiense.

## Canciones
Se encuentran registradas 65 canciones a su nombre, la mayoría de ellas junto a Atahualpa Yupanqui, pero no todas, ya que algunas fueron solo de su autoría o coescrita con otros autores.
- «Agua escondida»
- «Baguala del pobrecito»
- «Basta ya»
- «Burruyacú»
- «Chacarera de las piedras»
- «Chacarera del pantano»
- «Chaya triste»
- «Coplas del caminador»
- «Córdoba norte»
- «Cuando duerme la guitarra»
- «Danza rústica»
- «De aquellos cerros vengo»
- «De tanto dir y venir»
- «Don Emiliano»
- «El tulumbano» o «Danza de paisanos» o «El tucumano»
- «El alazán»
- «El arriero va»
- «El bien perdido»
- «El cielo está dentro de mí»
- «El coyita» o «El coyita»
- «El maldormido»
- «El niño duerme sonriendo»
- «El primer verso» o «Nada más» o «Nane» o «Primera canción»
- «El vendedor de yuyos»
- «Eleuterio Galván»
- «Felicidad»
- «Flor del cerro»
- «Guitarra dímelo tú»
- «Indiecito dormido»
- «La copla» o «Baguala»
- «La del campo» o «La flecha ya está en el aire» o «Fleche»
- «La lluvia y el sembrador» o «Campito mío»
- «La mano de mi rumor»
- «La montaraza»
- «La nadita»
- «La pura verdad»
- «La tarde»
- «La vuelta al pago»
- «Los dos abuelos»
- «Luna tucumana»
- «Madre del monte»
- «Me gusta mirarlo al hombre»
- «Melodía del adiós»
- «Memoria para el olvido»
- «Mi pago viejo»
- «Mi tierra te están cambiando»
- «Milonga del paisano»
- «Monte callado»
- «Paisaje con nieve»
- «Payando»
- «Payo Solá»
- «Pero a mí nunca jamás» o «Ça suffit ça» o «Nunca jamás»
- «Pobrecito mi cigarro»
- «Punay» o «La pastorcita perdida»
- «Ranchito de Colalao»
- «Sin caballo y en Montiel»
- «Vidala del yanarca»
- «Vidalita tucumana»
- «Yo me he criao' a puro campo»
- «Yo quiero un caballo negro»
- «Zamba del ayer feliz»
- «Zamba del otoño»
- «Zamba soñadora»
- «Zambita del buen amor».[6]